# 브로츠와프 대학교

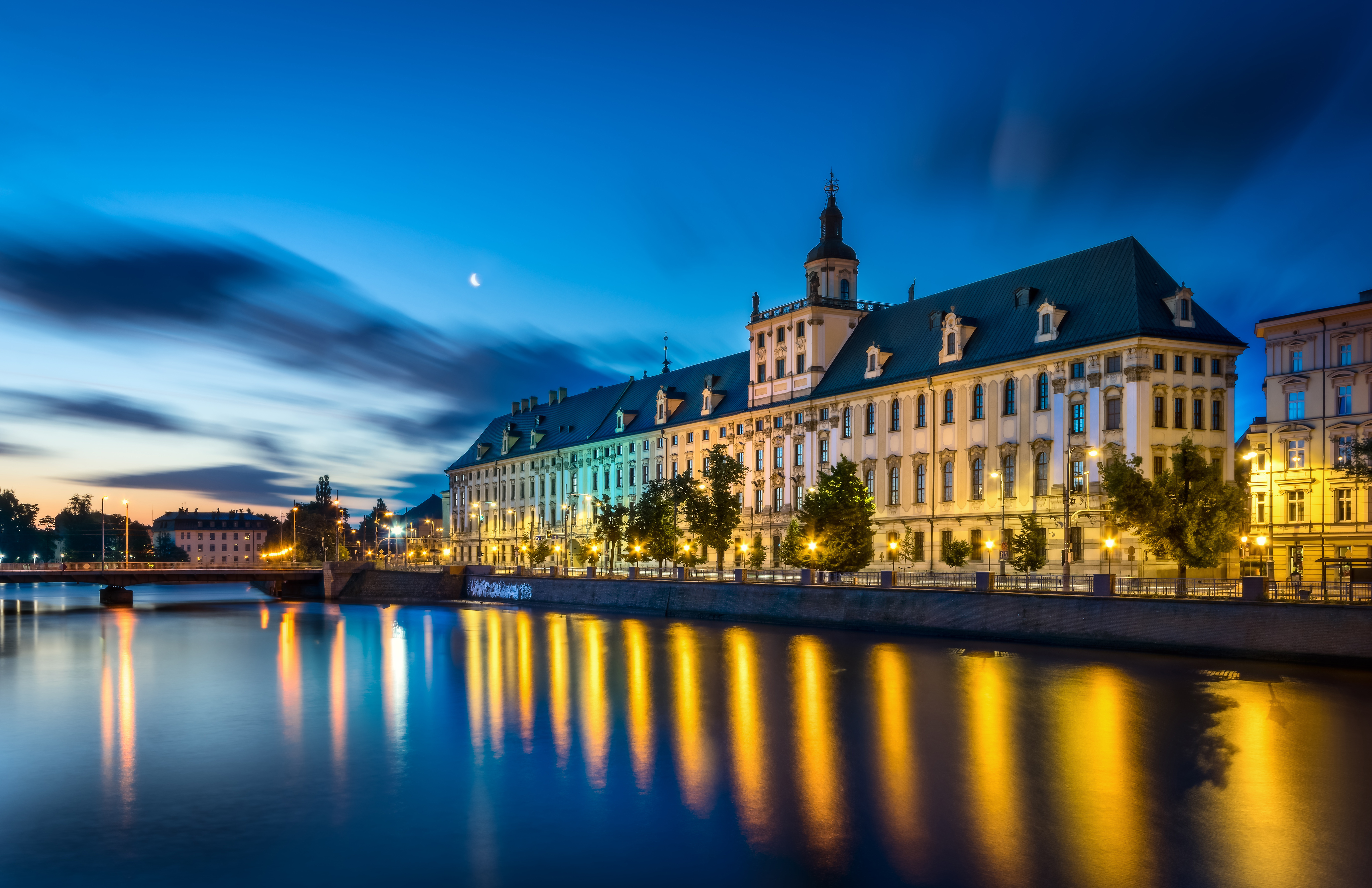
브로츠와프 대학교

브로츠와프 대학교(폴란드어: Uniwersytet Wrocławski, 독일어: Universität Breslau, 라틴어: Universitas Wratislaviensis 또는 브레슬라우 대학교)는 폴란드 브로츠와프에 위치한 공립 대학이다. 2012년 기준으로 약 30,000명의 학생들이 재학하고 있다.
1702년 10월 21일 신성 로마 제국의 레오폴트 1세 황제에 의해 설립되었으며 중앙유럽에서 오랜 역사를 가진 대학교로 여겨진다. 설립 당시에는 5개 학과(철학, 약학, 법학, 개신교 신학, 가톨릭 신학)가 설치되었으며 19세기 실레시아가 프로이센에 합병된 이후에 크게 성장했다.
제2차 세계 대전 중이던 1945년 5월에 소련 군대가 브로츠와프를 점령하면서 브로츠와프는 폴란드의 영토가 되었고 브로츠와프에 거주하던 독일인들은 추방당했다. 대신 소련의 우크라이나 소비에트 사회주의 공화국에 있던 리비우 대학교의 폴란드인 교수들이 브로츠와프에 도착하면서 리비우 대학교에 있던 수장품들을 이관하면서 지금과 같은 이름으로 바뀌었다.